# Miller Butte
Der Miller Butte ist ein großer und felsiger Zeugenberg im ostantarktischen Viktorialand. Er ragt 3 km südöstlich des Roberts Butte in der Gruppe der Outback-Nunatakker auf.
Der United States Geological Survey kartierte ihn anhand eigener Vermessungen und Luftaufnahmen der United States Navy aus den Jahren von 1959 bis 1964. Das Advisory Committee on Antarctic Names benannte den Berg 1970 nach Carl D. Miller, Geophysiker auf der McMurdo-Station zwischen 1967 und 1968.